# 中田理奈
中田 理奈（なかた りな、1996年6月9日 - ）は、NHKの契約キャスター。

## 来歴・人物
- 大阪府出身。2019年からNHK福岡放送局の契約キャスターとして入局。同期に福地礼奈[2]らがいる。2024年4月にNHK仙台放送局へ異動[3]。
- 大谷中学校・高等学校[4]、慶應義塾大学法学部政治学科を卒業。
- 高校時代、1年間ニュージーランド留学の経歴がある。
- 防災士の資格を保有している[5]。

## 嗜好・挿話
- 趣味：御朱印集め、九州道の駅巡り、ミュージカル・洋画を見ること、愛犬･愛猫と遊ぶこと。
- NHKアナウンサーの姫野美南とは慶應義塾大学時代の同級生で、お互い「ひめちゃん」、「中田ちゃん」と呼び合うほど、姫野が福岡局へ異動する前から面識があった[6]。
- RKB毎日放送アナウンサーの井口謙は、大学時代に通っていたアナウンススクールの先輩にあたる[7]。
- 大学時代、テレビ朝日の『お願い!ランキング』（2017年7月6日放送）に相談者（相談内容は「日常に刺激がなくてつまらない」）として出演し、カズレーザーから「アナウンサーになることだけを考えよう」と処方されたエピソードがある[8]。

## 出演番組
☆印は現在出演中
NHK福岡放送局（2019年度 - 2023年度）
- はっけんTV「わたしのはっけん」 - スタジオリポート（不定期）
- ロクいち!福岡（2021年3月29日 - 2024年3月27日） - 「食イチ!」リポーター
- 福岡県・九州沖縄のニュース（2022年4月5日 - 2024年3月5日、R1・主に平日火曜日12時台、16時台、18時台）
- はっけんラジオ（2022年4月5日 - 2024年3月5日） - 九州沖縄のニュース（主に平日火曜日）
- ニュース きん5時「全国放送されないけど自慢」（2022年12月2日） - リポーター（福岡局より）

NHK仙台放送局（2024年度 - ）
- おはよう宮城☆（2024年4月8日 - ） - キャスター（武田実紗と隔週で担当）[3]